# Thomas Gustavsson
Thomas Gustavsson   (Askersund, p. dècada del 1950) és un empresari i antic pilot d'enduro suec de renom internacional. Al llarg de la seva carrera en va guanyar dos Campionats d'Europa de 500cc 4T (1985 i 1988) i un de Suècia de superiors a 125cc. També va formar part de l'equip suec que va guanyar el Trofeu als Sis Dies Internacionals d'Enduro dos anys: el 1983 a Gal·les (on també obtingué la victòria en la seva categoria, "superiors a 500cc") i el 1985 a Alp.
Thomas Gustavsson va ser un dels fundadors de Husaberg el 1988, quan arran de la compra de la divisió de motocicletes de Husqvarna per part de la italiana Cagiva i l'imminent trasllat de la producció a Varese, un grup d'enginyers dirigits per ell va decidir quedar-se a Suècia i fabricar les seves pròpies motocicletes. El nom de la marca se li acudí a Gustavsson mateix. Des d'aleshores, ha dissenyat diversos models de motocicletes Husaberg i n'ha estat el director de l'equip de competició.

## Palmarès
- 2 Campionats d'Europa d'enduro en 500cc 4T (1985, 1988)
- 2 Victòries al Trofeu dels ISDE (1983, 1985)
- 1 Victòria de classe als ISDE en superiors a 500cc (1983)
- Diversos Campionats de Suècia d'enduro